# Daniel Raschle
Daniel Eduardo Raschle Matucheski (Posadas, 15 de agosto de 1963) es un entrenador de fútbol y exjugador suizo de origen argentino quien se desempeñaba como delantero.

## Clubes

### Como jugador
| Club            | País      | Años        |
| --------------- | --------- | ----------- |
| Colón           | Argentina | 1978 - 1979 |
| Libertad        | Paraguay  | 1979 - 1984 |
| Cerro Porteño   | Paraguay  | 1985 - 1986 |
| Union Magdalena | Colombia  | 1986 - 1988 |
| FC St. Gallen   | Suiza     | 1989 - 1991 |
| FC Lausanne     | Suiza     | 1992 - 1994 |
| FC Winterthur   | Suiza     | 1994 - 1998 |

### Como entrenador
| Club                 | País      | Años        |
| -------------------- | --------- | ----------- |
| Cerro Porteño        | Paraguay  | 2000        |
| Sportivo San Lorenzo | Paraguay  | 2001        |
| Sportivo Luqueño     | Paraguay  | 2002        |
| 12 de Octubre        | Paraguay  | 2002        |
| 12 de Octubre        | Paraguay  | 2003        |
| Nacional             | Paraguay  | 2004 - 2005 |
| Crucero del Norte    | Argentina | 2006        |
| Guarani              | Paraguay  | 2007        |
| Nacional             | Paraguay  | 2008 - 2010 |
| Sol de América       | Paraguay  | 2011        |
| Sportivo Luqueño     | Paraguay  | 2011        |
| Nacional             | Paraguay  | 2015        |

### Como Gerente Deportivo
| Club     | País     | Años |
| -------- | -------- | ---- |
| Nacional | Paraguay | 2017 |

## Palmarés

### Como entrenador

#### Campeonatos nacionales
| Título          | Equipo        | País     | Año  |
| --------------- | ------------- | -------- | ---- |
| Torneo Clausura | 12 de Octubre | Paraguay | 2002 |